# 威廉·馮·舍恩
威廉·愛德華·馮·舍恩男爵（德語：Wilhelm Eduard Freiherr von Schoen；1851年6月3日－1933年4月24日）是一位德國外交官，以其在第一次世界大戰初期擔任德國駐巴黎大使及德意志帝國的外交國務秘書而聞名。
舍恩作為德國最重要的外交官之一，並被任命為駐法國大使。他在七月危機中建議德國對塞爾維亞的任何舉動都需有節制，以限制可能在巴爾幹地區爆發的衝突。其認為德國需堅決維護同盟國盟友，同時避免全面戰爭。1914年6月26日，舍恩發送電報至柏林，表示法國願意談判。然而，到8月1日，法國仍堅持自己的立場，表示他們將捍衛「國家利益」。舍恩意識到自己的努力已失敗，8月的第一周，他在7天內拜訪了11次法國外交部但無助於事。1914年8月3日，舍恩將德國的宣戰書提交給了法國，兩國隨即爆發全面戰爭。隨後，他返回柏林。他於1933年在貝希特斯加登去世，享年81歲。